# Les Garennes sur Loire
Les Garennes sur Loire község Franciaország Loire mente régiójában, Maine-et-Loire megyében. Új községként 2016. december 15-én jött létre Juigné-sur-Loire és Saint-Jean-des-Mauvrets község egyesítésével. A korábbi községek egyesülésekor az új község lélekszáma 4493 fő lett. Lakosainak száma 4670 fő (2022. január 1.).

## Népesség
| Lakosok száma | 4508 | 4521 | 4567 | 4614 | 4631 | 4670 |
|               | 2017 | 2018 | 2019 | 2020 | 2021 | 2022 |